# 2008年大连机场跑道入侵事件
2008年大连机场跑道入侵事件发生于2008年4月30日晚，一架厦门航空的飞机因机组失误，在地面滑行时误闯另一架正在起飞的中国南方航空班机使用的跑道，造成两架飞机几乎相撞的险情。所幸厦航机组在最后时刻告知了塔台及南航机组，后者中断起飞紧急刹停，避免了撞机惨剧。

## 事件经过
2008年4月30日晚间，中国南方航空公司CZ6621航班A319准备从大连机场起飞前往沈阳，同时厦门航空公司MF8052航班737-700亦准备起飞前往杭州。塔台指示南航班机自A滑行道滑出，在10号跑道起飞，并指示厦航班机跟随南航班机，在后者起飞后再进入跑道。但厦航班机没有目视前机起飞，没有滑到起飞线就从E口联络道进了跑道误入10号跑道中段。厦航MF8052发现错误后，关掉起飞灯，着陆灯及频闪灯，在未向塔台报告的情况下，机组在跑道上进行连续左转试图退出跑道，缩短了两机间的直线距离，使厦航MF8052航班飞机右翼尖越过跑道中心线，加剧了相撞的危险程度。 这导致了无论是塔台管制员还是正在高速滑跑起飞中的CZ6621都没能目视发现关灯状态的MF8052已经侵入跑道中段。塔台于20时53分17秒向南航班机下达起飞许可。53分22秒，南航开始起飞前加速。53分47秒，正在悄悄退回E滑行道的已经听到了塔台向CZ6621下达可以起飞指令的MF8052机长看到了CZ6621机身外的航行灯并听到了CZ6621轰鸣的声音，发现自己已经来不及完成退出主跑道，MF8052在无线电中狂呼“你让他中断起飞、让他中断起飞、中断起飞……”，要求塔台下令南航班机中断起飞。塔台立即向南航班机下达了指令。此时南航班机的速度已达86.8节。
南航班机听到厦航的呼叫后，未等塔台下达指令便立即开始紧急刹车并向一侧转向躲避。53分56秒，飞机完全停止，此时两架飞机前轮相距仅35米。
随后，厦航MF8052航班机长不顾两机可能发生飞机刮碰，急于操纵飞机滑离事发现场。在脱离跑道后，又急于起飞离开事发机场，在滑至“E”滑行道与“A”滑行道交叉口时，强调“转不过来”，拒绝执行塔台管制员“左转滑回机坪”取消航班接受调查的指令，并以机上旅客多为由，右转沿“A”滑行道滑向10号跑道起飞。 
在厦航MF8052航班返回杭州的飞行途中，机长对机组其他人员做工作。 
厦航MF8052航班飞机在杭州落地后，抹掉舱音记录器语音记录。

## 事后处理
经调查后，报告认为险情发生的主要原因是厦航机组失误和处置不当。没有按照塔台指示目视前机起飞，导致误闯正在起飞的跑道，亦没有在发现后第一时间向塔台报告，在事件发生后，不听指示取消航班接受调查，甚至抹除黑盒记录试图逃避责任。当班副驾驶系借调人员，而且是第一次飞大连，当发现机长错误地进入“E”滑行道时，副驾驶曾产生疑问，但没有提醒机长，机组间没有任何交流。鉴于厦门航空公司MF8502航班机组未按大连机场塔台指定的滑行路线滑行，未经塔台许可擅自进入被占用的跑道，违反《中华人民共和国飞行基本规则》第五十条，《大型飞机公共航空运输承运人运行合格审定规则》CCAR121第五百三十一条，《中国民用航空空中交通管理规则》（CCAR－93TM－R4）第一百四十九条的有关规定，险些酿成两机地面相撞事故，以及私自抹掉驾驶舱话音记录器的内容，严重妨碍事故征候的调查。民航局决定：吊销该航班机长的航线运输飞行驾驶执照，并终身不得取证。鉴于厦门航空公司MF8502航班机组违反民航局安全管理的有关规定，暴露出厦门航空公司对其飞行人员疏于管理，依据《中华人民共和国飞行基本规则》第五条，《中国民用航空国内航线经营许可规定》（CCAR－289TR－R1）第四十条，民航局决定：自2008年5月15日起，停止厦门航空公司杭州－大连－杭州航线经营权，交其他航空公司经营。鉴于“4.30”严重事故征候的性质极其严重，险些酿成两机地面相撞事故，依据《中华人民共和国安全生产法》第五条和第二十一条之规定，建议福建省政府及中国南方航空集团公司责成厦航董事会对厦门航空公司在此次事件中负有管理责任的相关领导作出严肃处理。 
鉴于4月30日南航大连分公司CZ6621航班机组在紧急关头反应敏捷，处置果断，有效地防止了两机地面相撞事故的发生，依据《中国民用航空安全奖励办法》（民航发〔2007〕395号）第四条，民航局决定给予CZ6621机长记大功，并奖励飞行机组（仅指飞行员）20万元人民币。但亦有声音指责其没有在起飞前仔细观察跑道情况。
大连空管部门存在的问题，一是信息通报不及时。在厦航MF8052航班飞机侵入跑道事件发生后，大连空管站没有按照CCAR396规定的信息通报程序向上级报告；二是特情处置不当。对已经严重违反规定侵入跑道的厦航MF8052航班机组，是否应该同意其继续执行后续航班的问题上，大连空管站没有请示上级和民航政府部门擅自决定放行。特别是事发当时，在不明确两机相关位置的情况下，不顾南航机长的一再反对，擅自同意厦航MF8052航班飞机脱离跑道，进而放行飞机起飞，客观上讲，给厦航机长后续错误行为提供了时间和条件，给调查带来困难。 鉴于民航大连空管站事后未及时按规定向上级主管部门报告信息，未经上级有关部门同意擅自放行飞机起飞，违反《民用航空安全信息管理规定》（CCAR－396－R1）第十三条及《民用航空空中交通管理系统不安全事件报告制度》（MD－TM－2001－114）等有关规定，责成民航局空管局对大连空管站相关管理者及责任人作出处理。”  
此次事件还暴露出民航总局华东管理局对厦门航空公司的安全监管存在不足。事发后，华东管理局立即采取措施，一是指派总飞行师张发率组进驻厦航督促厦航进行安全整顿；二是调换了福建监管办主管安全的副主任的工作岗位；三是要求华东地区各监管办立即在辖区开展安全隐患大排查；四是立即在华东局机关进行安全整顿。 
业内人士告诉《时代周报》记者，事故能在千钧一发间避免，是因为两航班都是国内航班，两机三方通话才是关键。如果其一是境外航班，只要再迟零点几秒，两机就撞上了，悲剧不可避免。
目前，MF8052航班編號仍在使用中，航線改為由哈爾濱出發，中途停连云港再到廈門。